# Garner, Arkansas
Garner är en kommun (town) i White County i Arkansas. Vid 2010 års folkräkning hade Garner 284 invånare.